# Nicola Pozzi
Pour les articles homonymes, voir Pozzi.
Nicola Pozzi est un footballeur italien né le 30 juin 1986 à Santarcangelo di Romagna, dans la province de Rimini en Émilie-Romagne. Il évolue habituellement au poste d'attaquant.
Joueur extrêmement précoce, il a commencé sa carrière professionnelle à l'âge de 16 ans lors de la saison 2002-2003 de Série C1. Il s'est par la suite fait remarquer en signant un quadruplé en Serie A avec Empoli en décembre 2007.